# Ctenoscia dorsalis
Ctenoscia dorsalis är en kräftdjursart som först beskrevs av Karl Wilhelm Verhoeff 1928.  Ctenoscia dorsalis ingår i släktet Ctenoscia och familjen Philosciidae. Inga underarter finns listade i Catalogue of Life.